# لاين غيليز
لاين غيليز (بالإنجليزية: Iain Gillies)‏ هو لاعب كرة قدم نيوزيلندي، ولد في 29 يوليو 1935 في Mallaig ‏ في المملكة المتحدة. شارك مع منتخب نيوزيلندا لكرة القدم. أما مع النوادي، فقد لعب مع جيسبورن سيتي ‏.